# Lepanthes ribes
Lepanthes ribes är en orkidéart som beskrevs av Carlyle August Luer. Lepanthes ribes ingår i släktet Lepanthes och familjen orkidéer. Inga underarter finns listade i Catalogue of Life.